# 野外布道

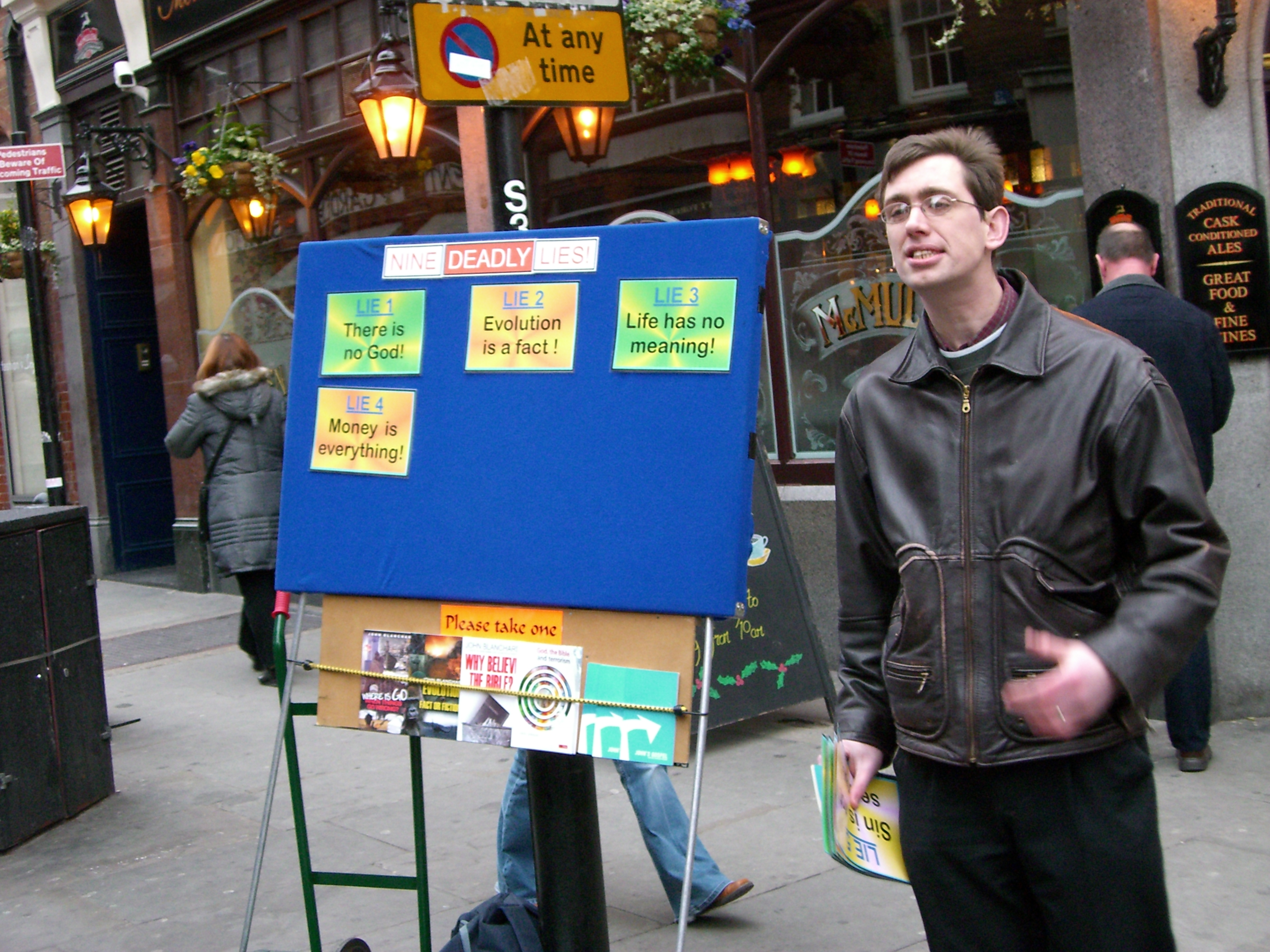
在伦敦科文特花园的露天佈道

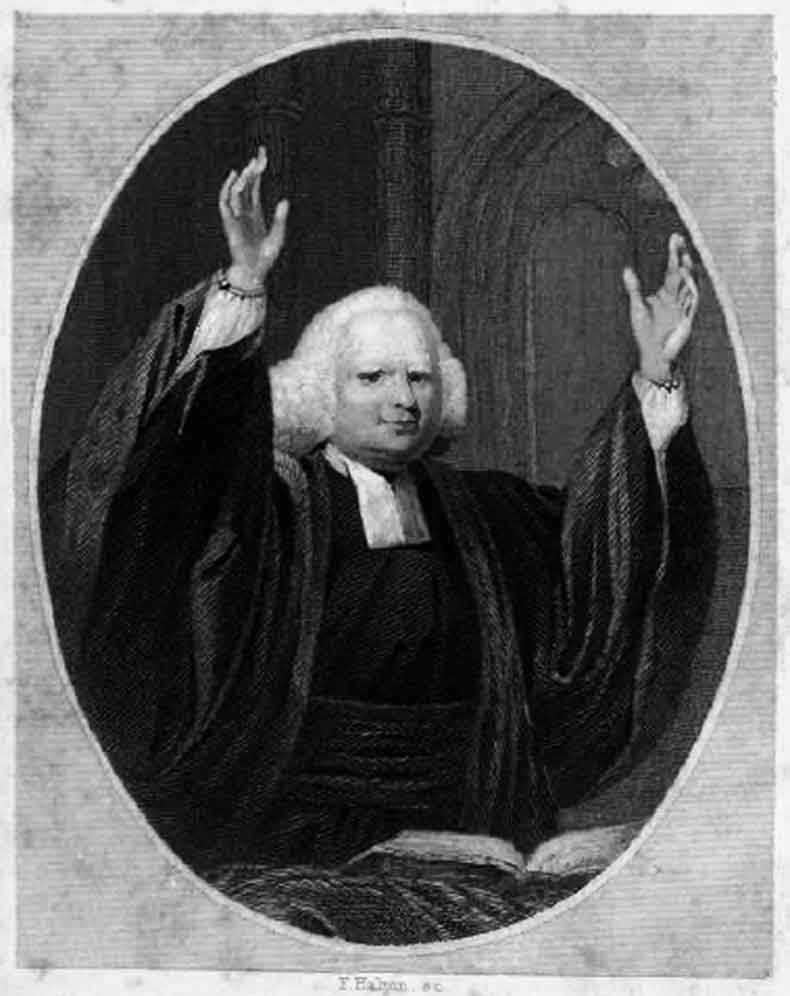
懷特腓的野外布道，使他在英格兰和北美殖民地家喻户晓

野外布道，又名露天佈道（Open-air preaching，street preaching或public preaching）是在户外，向人群公开宣扬宗教信息的行为。这是一种交流宗教信息的古老的方法，曾为许多种宗教传统所使用过，但是今天通常是与基督教基要主义或福音主义相关。 

## 历史
早期的卫理宗传教士約翰·衛斯理和懷特腓就在野外布道，这样可以比在宗教场所内吸引到更多的人群。
圣经中的例子有：先知约拿，不情愿地服从了神的命令，前往尼尼微城，宣告说：“再等四十日，尼尼微必倾覆了！”（约拿书3:4）。其他的例子还有登山宝训（马太福音5-7章），以及使徒保罗在雅典的亞略巴古讲道（使徒行传17章）。